# I'm Not OK
I'm Not OK è il primo album da solista di Billy, pseudonimo di Bill Kaulitz e già frontman della band tedesca Tokio Hotel, pubblicato sotto forma di EP il 20 maggio 2016.

## Produzione
In un'intervista, Billy ha dichiarato che i 5 brani inseriti in questo EP erano state originariamente scritte per un imminente album in studio dei Tokio Hotel, Dream Machine, uscito successivamente nel 2017, ma il cantante ha capito di aver scritto canzoni abbastanza personali e che non erano adatte per la band.

## Pubblicazione
L'album, già trapelato ad aprile per problemi con la pubblicazione ufficiale su iTunes, non è stato pubblicato nei negozi, ma solo via web come iTunes  o tramite l'acquisto dal suo sito ufficiale , oltre che su Spotify.

## Promozione
In occasione del lancio del tanto atteso EP, Billy ha organizzato nel mese di maggio una Private Listening Session Tour per promuovere il suo EP e firmare le copie del book, scegliendo di far visita ai fan di 4 città: Los Angeles, Berlino, Parigi e Milano

## Tracce
1. Love Don't Break Me – 3:36 (Bill Kaulitz, Tom Kaulitz, Shiro Gutzie, Morgan Karr, Pionear)
2. Not Over You – 3:57 (Bill Kaulitz, Tom Kaulitz, Shiro Gutzie, Pionear)
3. Odds Are Against Us – 4:00 (Bill Kaulitz, Tom Kaulitz, Shiro Gutzie, Pionear)
4. California High – 4:27 (Bill Kaulitz, Tom Kaulitz, Philipp Albinger, Shiro Gutzie, Morgan Karr)
5. Forbidden Love – 3:32 (Bill Kaulitz, Tom Kaulitz, Shiro Gutzie, Pionear)